# Paarskopkolibrie
De paarskopkolibrie (Klais guimeti) is een vogel uit de familie Trochilidae (kolibries).

## Verspreiding en leefgebied
Deze soort komt voor van oostelijk Honduras tot het westelijk en noordelijk Amazonebekken en telt drie ondersoorten:
- K. g. merrittii: van oostelijk Honduras tot oostelijk Panama.
- K. g. guimeti: van oostelijk Colombia en noordelijk Venezuela tot oostelijk Ecuador, noordoostelijk Peru en noordwestelijk Brazilië.
- K. g. pallidiventris: oostelijk Peru, westelijk Bolivia.

## Status
De grootte van de populatie is in 2019 geschat op 0,5-5 miljoen volwassen vogels. Op de Rode lijst van de IUCN heeft deze soort de status niet bedreigd.  